# Front démocratique populaire (Roumanie)
 (janvier 2025).

Logo du Front national démocrate romain (devenu le Front démocratique populaire)

Le Front national démocrate (en roumain : Frontul Naţional Democrat) devenu Front démocratique populaire (en roumain : Frontul Democrației Populare) est une coalition de partis de gauche dominée par le Parti communiste roumain. Cette coalition gouverne la Roumanie après la Seconde Guerre mondiale (1946-1947) et c'est sous son égide que le pays se transforme en république populaire.

## Histoire
La coalition naît sous le nom de Front national démocrate (en roumain : Frontul Naţional Democrat) en octobre 1944. Elle unit alors le Parti social-démocrate (en), le Front des laboureurs et d'autres organisations mineures affiliées au Parti communiste. 
Après les élections législatives de 1946, le Front démocratique populaire, dont le leader est Petru Groza, obtient (frauduleusement) 347 sièges sur 414 au Parlement, ce qui lui permet de prendre le pouvoir. 
En décembre 1947, le roi Michel Ier est poussé à l'abdication par les communistes et la Roumanie se transforme en république populaire. Début 1948, le Parti social-démocrate est intégré au Parti communiste et, en février, le Front national démocrate se transforme en Front démocratique populaire. Il prend alors la forme d'un front populaire similaire à tous ceux existant dans les pays de l'Est, c'est-à-dire une union d'organisations politiques totalement soumises au Parti communiste.
En 1968, le Front démocratique populaire prend le nom de Front de l'Unité socialiste et de la démocratie (en).